# Gambia Golf Association
Die Gambia Golf Association (GGA) (deutsch Gambischer Golf-Verband) ist der Dachverband des Golfsports in dem westafrikanischen Staat Gambia und organisiert Golfturniere. Der Sitz des Verbandes ist in Bakau.
Ebrima Jawara, Sohn des früheren Staatspräsidenten Dawda Jawara, ist Präsident des Verbandes.

## Geschichte
Die Gambia Golf Association selbst wurde 2009, die Vorläuferorganisation Gambia Golf Federation (GGF) wurde in der Mitte der 1970er Jahre gegründet. Die 1999 gegründete Gambia Professional and Amateur Golfers Association wurde 2009 von ihren Mitgliedern aufgelöst.
Die GGA ist als 127. Mitglied Ende 2010 der The Royal and Ancient Golf Club of St Andrews (R&A) beigetreten.